# Nova Maala
Nova Maala é uma aldeia localizada no município de Estrúmica, na República da Macedônia do Norte. A maioria dos habitantes dessa região é católico macedônio do rito oriental.